# Lunch break
Lunch Break: Peak Hour is een nummer van Moody Blues. Het is het vierde deel van hun album Days of Future Passed uit 1967. 
Dit nummer kent een andere opbouw dan de twee voorgaande popsongs op dit album. Allereerst kijkt de orkestrale intro niet vooruit op de popsong, maar is het een terugblik op Dawn, met de hoofdmelodie Dawn is a feeling. Vervolgens wordt het tempo flink opgeschroefd met wat scherpere muzikale klanken vanuit de trompet. Daarna is Peak Hour de tegenmelodie. Het rocknummer wordt zonder orkestrale uitleiding afgesloten (op de andere nummers van Days of Future Passed wordt telkens een orkestrale uitleiding voorzien). Het is de afsluiter van kant 1 van de LP.
Peak hour is de rocksong van het album. Het werd geschreven door John Lodge, de bassist. Hij zou ook op de volgende albums de meer rockier kant van de band laten horen, zoals te horen in het slotnummer I'm Just a Singer (In a Rock and Roll Band) van de slotplaat uit de serie: Seventh Sojourn. 

## Musici
- Justin Hayward:  gitaar, zang
- John Lodge: zang, basgitaar
- Mike Pinder: mellotron, zang
- Ray Thomas: zang
- Graeme Edge: slagwerk, percussie
- Peter Knight , London Festival Orchestra: intro